# Altametris
 (juin 2024).
Altametris est une entreprise française spécialisée dans la collecte, le traitement et la valorisation techniques et numériques. L'entreprise fournit aux gestionnaires d'infrastructures les outils et données enrichies nécessaires à l'ingénierie et à la maintenance en créant un jumeau numérique industriel.
Altametris est une société par actions simplifiée unipersonnelle. Fondée en 2017, Altametris est une filiale détenue à 100% par SNCF Réseau.

## Présentation
L'activité de l'entreprise se structure en 4 parties : 
- Édition de logiciel : le logiciel Altametris Suite permet le traitement, via des algorithmes, de gros volumes de données numériques ainsi que la visualisation de nuages de points en 3D ;
- Topographie ferroviaire : production de plans topographiques, modèles numériques de terrain, plans (2D et 3D, orthophotographies)[1] ;
- Drone Ingénierie et Sûreté : Formation au télépilotage de drones, surveillance des infrastructures ferroviaires par drone[2] ;
- Conseil et audit : conseils aux entreprises souhaitant déployer des technologies de type drone, robotique et intelligence artificielle.

## Historique
Le 1er janvier 2014 est créé le pôle drone au sein de la Direction de l'innovation et de l'ingénierie de SNCF Réseau. Le projet d'intra-entreprise a pour objectif d'utiliser les drones pour l'inspection des installations ferroviaires.
Un an après, ce pôle réuni une équipe de 15 personnes,.
En 2017 le pôle drone devient une filiale à part entière, avec le soutien du Secrétaire d'Etat chargé des Transports, de la Mer et de la Pêche Alain Vidalies,,. 
Le 7 mars 2017 la structure juridique de l'entreprise est créée, puis la structure est doté par SNCF Réseau de l'ensemble des actifs de son pôle drone.
À sa création en 2017, son activité consiste principalement à fournir des prestations d'inspection d'infrastructures industrielles par drones ; puis se diversifie autour de la topographie ferroviaire ; avant de se centrer sur l'édition de logiciel.
En 2021, Altametris édite un logiciel de traitement et de visualisation de données numériques : Altametris Suite. Il permet notamment de faciliter l'entretien des voies et du ballast sur le réseau ferroviaire français.